# Остин Пауерс 3
Остин Пауерс 3 (енгл. Austin Powers in Goldmember), познат и као Остин Пауерс: Златорган, америчка је филмска комедија из 2002. године коју је режирао Џеј Роуч и која представља наставак филма Остин Пауерс: Шпијун који ме је креснуо.

## Радња
Године 1975, оца Остина Пауерса, познатог енглеског шпијуна Најџела Пауерса, киднаповао је холандски зликовац Голдмембер. Сада, у 21. веку, чувени шпијун Остин Пауерс одлучује да помогне свом оцу. Добивши подршку свог старог непријатеља - доктора Евила, уз помоћ свог времеплова, Остин прави скок у прошлост. Налази се у 1975. години, у ери диска. Међутим, убрзо се испоставља да је Доктор Евил, опседнут идејом да освоји цео свет, и сам био у дослуху са Голдмембером и можда је био умешан у отмицу Остиновог оца. Да ли би киднаповање Најџела Пауерса могло бити само трик двојице зликоваца да намаме Остина Пауерса? Заједно са својом шармантном дугогодишњом девојком Фокси Клеопатром, Остин Пауерс покушава да разоткрије зле планове др Евила и Голдмембера како би не само спасао свог оца, већ и цео свет од ових зликоваца.